# Modelo Bismarck

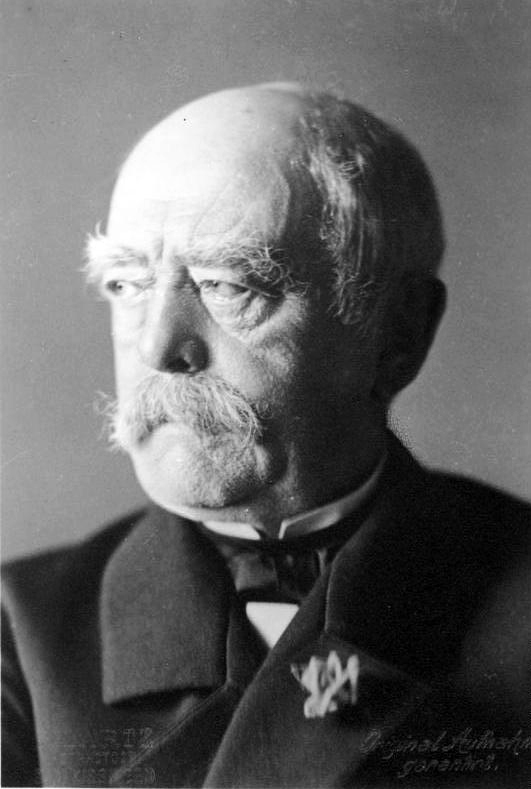
Otto von Bismarck

El Modelo Bismarck (también conocido como Modelo de Seguro Social de Salud) es un sistema de atención médica limitado, en el que las personas pagan una tarifa a un fondo que a su vez paga actividades de atención médica, que pueden ser proporcionadas por instituciones estatales, otras instituciones gubernamentales. instituciones de propiedad del organismo, o una institución privada. El primer modelo Bismarck fue establecido por Otto von Bismarck en 1883 y centró su esfuerzo en brindar curas a los trabajadores y sus familias. Desde el establecimiento del primer Modelo Beveridge en 1946, donde el enfoque era brindar atención médica como un derecho humano para todos con financiamiento a través de impuestos, casi todos los sistemas de Bismarck se volvieron universales y el Estado comenzó a proporcionar seguros o contribuciones a quienes no podían pagar.

## Ejemplos
Estados como Alemania, Austria, Suiza y la República Checa tienen el modelo de atención médica de Bismarck, mientras que Estados como Corea del Sur y los Países Bajos, aunque tienen un seguro estatal básico, tienen una presencia privada mucho más fuerte en los proveedores de atención médica y seguros. sistemas
En Europa, países como Francia, Hungría y Eslovaquia, aunque teóricamente tienen el sistema Beveridge, tienen algún grado de política de Bismarck en sus leyes. Algunos en Italia argumentan que el sistema sociosanitario lombardo, que prescribe la igualdad entre el sector público y el privado y el pago por desempeño, tiene algunas características típicas de un sistema Bismarck.

## Ventajas
El índice Euro de Consumidores de Salud muestra que la afirmación "Bismarck vence a Beveridge" es una "característica permanente" desde 2014. Los sistemas de Bismarck suelen tener una accesibilidad significativamente mayor, menores tiempos de espera y, gracias a la competencia entre operadores, una atención médica de mayor calidad y más orientada al consumidor.
Los estudios muestran que la introducción del sistema Bismarck en Alemania condujo a una caída significativa de la mortalidad.

## Críticas
Dado que en el sistema de salud de Bismarck el financiamiento principal son las contribuciones, las personas en situación de pobreza no pueden pagar y obtienen una cobertura limitada. En algunos países, como Suiza, el costo del seguro es alto y continúa creciendo, lo que lleva a que parte de la población esté infraasegurada.
Otra crítica es que, dado que a las instituciones se les paga por desempeño, algunas localidades aisladas pueden tener poca cobertura hospitalaria.
Si bien la atención primaria es significativamente más rápida de obtener en un sistema Bismarck que en un sistema Beveridge, algunos argumentan que algunos cuidados electivos pueden ser más lentos incluso en un sistema Bismarck que en un sistema de sanidad de libre mercado, como los Estados Unidos